# Repubblica Socialista Sovietica Autonoma di Baschiria
La Repubblica Socialista Sovietica Autonoma di Baschiria (in russo Башкирская Автономная Советская Социалистическая Республика?, Baškirskaja Avtonomnaja Sovetskaja Socialističeskaja Respublika; in baschiro: Башҡорт Автономиялы Совет Социалистик Республикаhы) è stata una repubblica socialista sovietica autonoma all'interno della RSS Russa, a sua volta parte dell'Unione Sovietica.

## Storia
L'annessione del territorio della parte europea del Bashkortostan alla Russia si è svolta sulla base di un trattato del 1557.
La omonima Repubblica Autonoma fu fondata il 23 marzo 1919 con la firma dell'accordo tra il governo baschiro e il governo sovietico. Dopo la Rivoluzione d'ottobre (1917) fino al 1919 faceva parte del Governatorato di Ufa e fu la prima repubblica sovietica autonoma dell'URSS. In quell'anno i nazionalisti Baschiri presero il potere e proclamarono la repubblica indipendente. Dopo alcuni tentennamenti essi si schierarono al fianco dei bolscevichi, impegnati a combattere le forze controrivoluzionarie nella guerra civile russa. Nel 1920 scoppiò una rivolta anti russa tra i baschiri che vennero sconfitti e, per un terzo, massacrati dalle forze sovietiche. La repubblica venne soppressa e venne favorita l'immigrazione di contadini russi e tartari. Nel 1923 venne codificata la lingua baschira. Negli anni trenta, e poi ancora di più dopo la seconda guerra mondiale, si assistette ad un'opera di russificazione della Baschiria da parte delle autorità sovietiche.

## Popolazione
Nel 1989 abitavano in Baschiria 3 952 000 persone: di essi il 40% era di etnia russa, il 25% baschira e il 25% tartara.

## Onorificenze

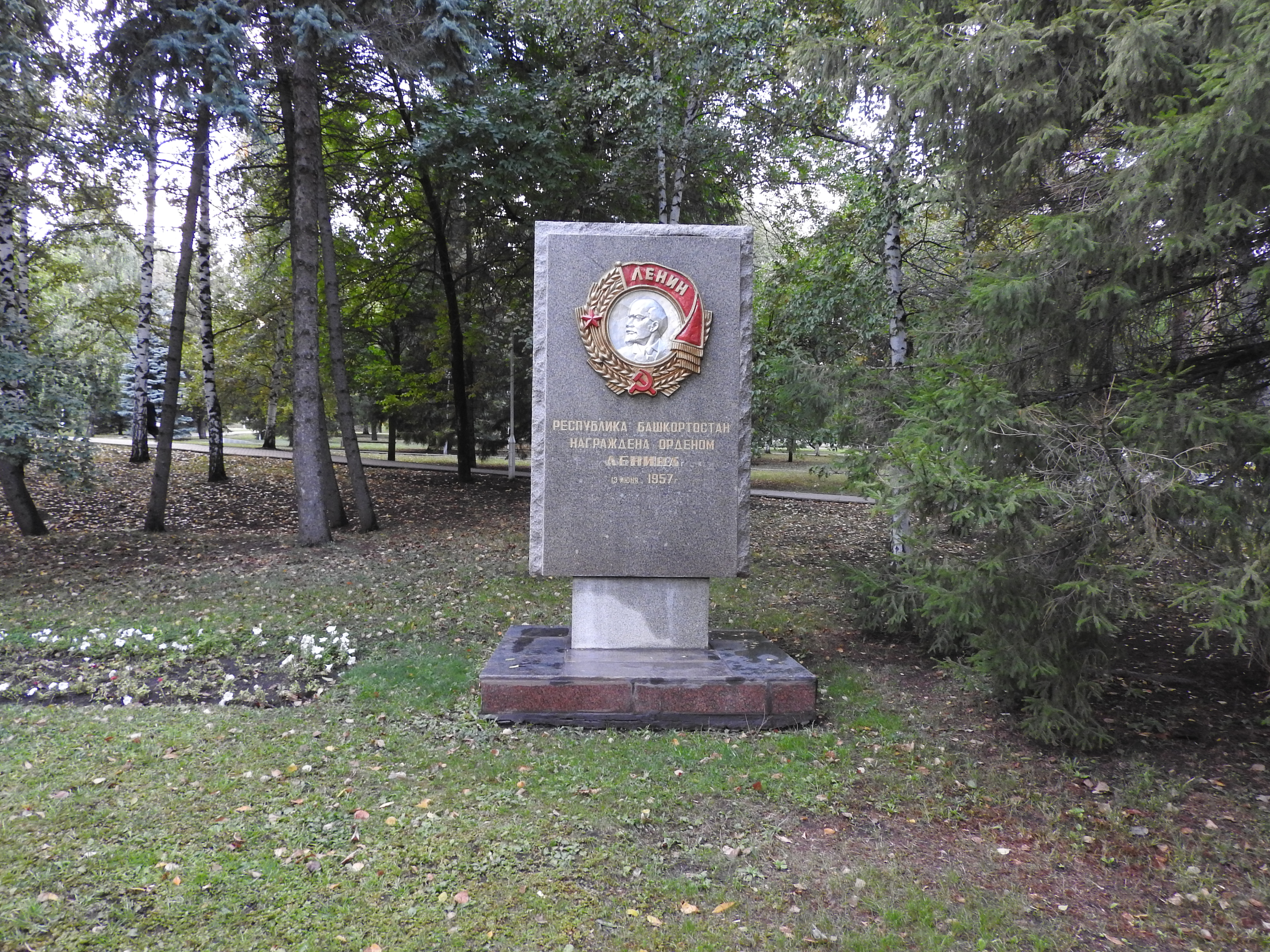
Ordine di Lenin, 15 marzo 1935.
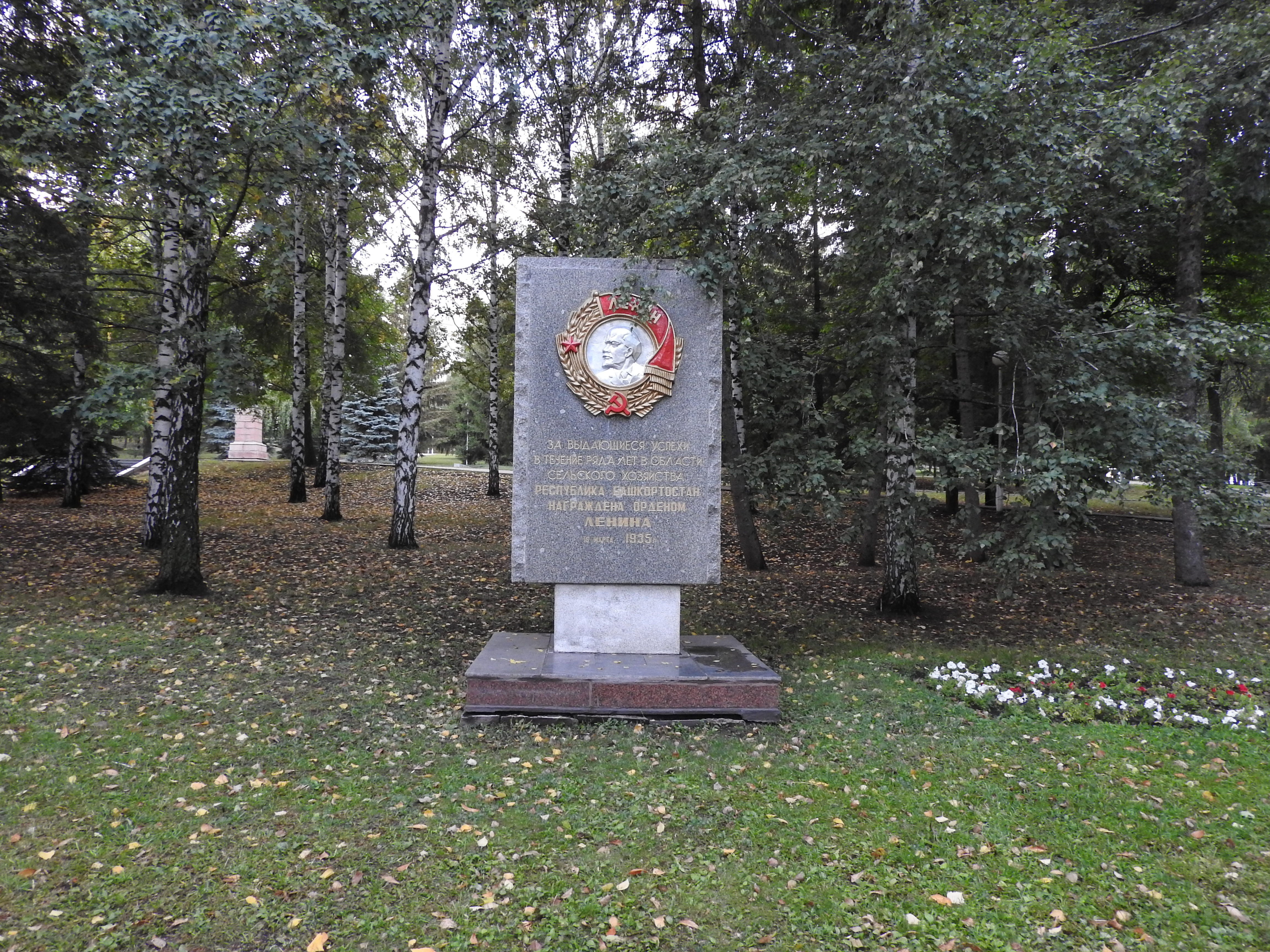
Ordine di Lenin, 13 giugno 1957.
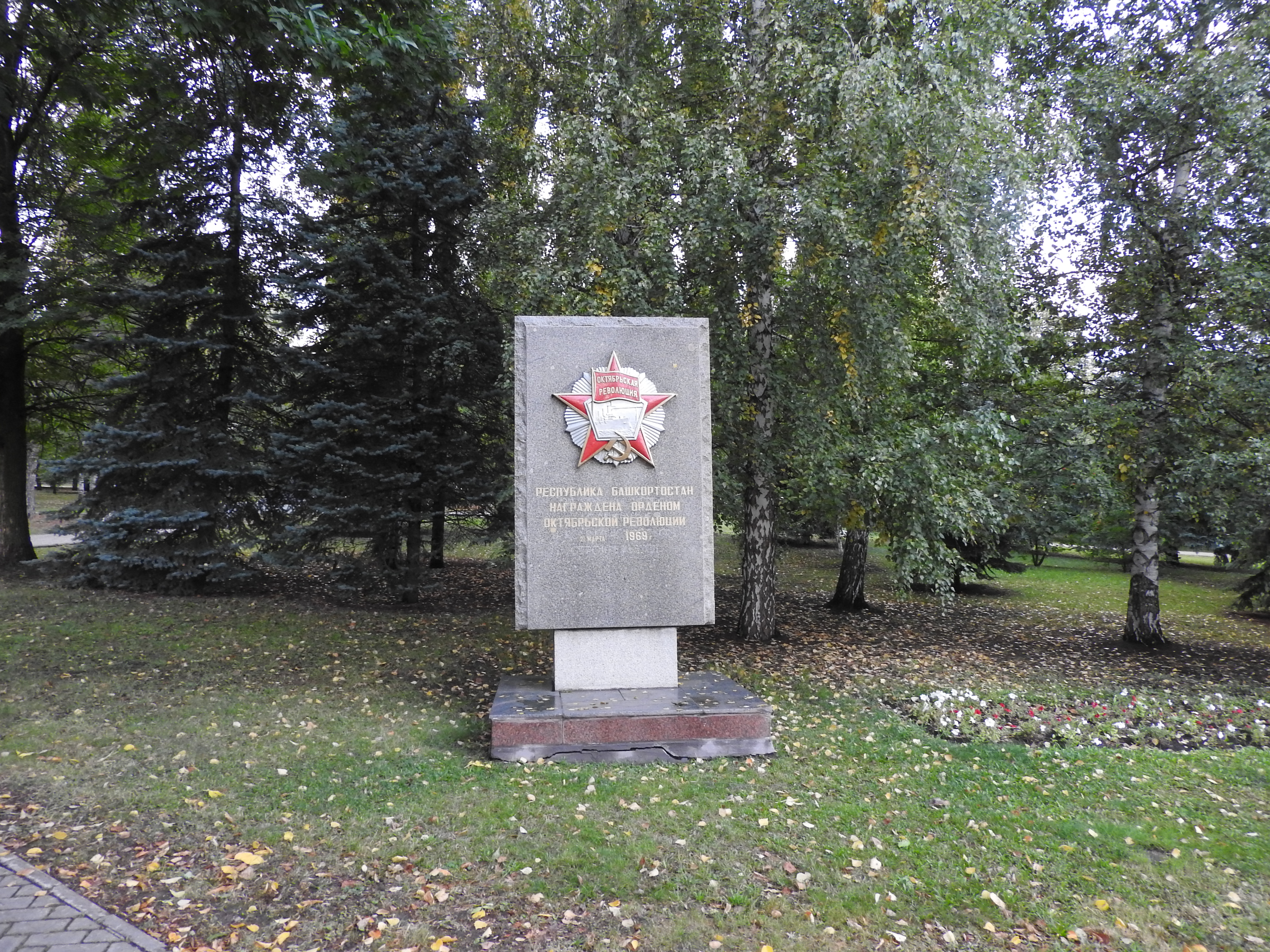
Ordine della Rivoluzione d'ottobre, 21 marzo 1969.
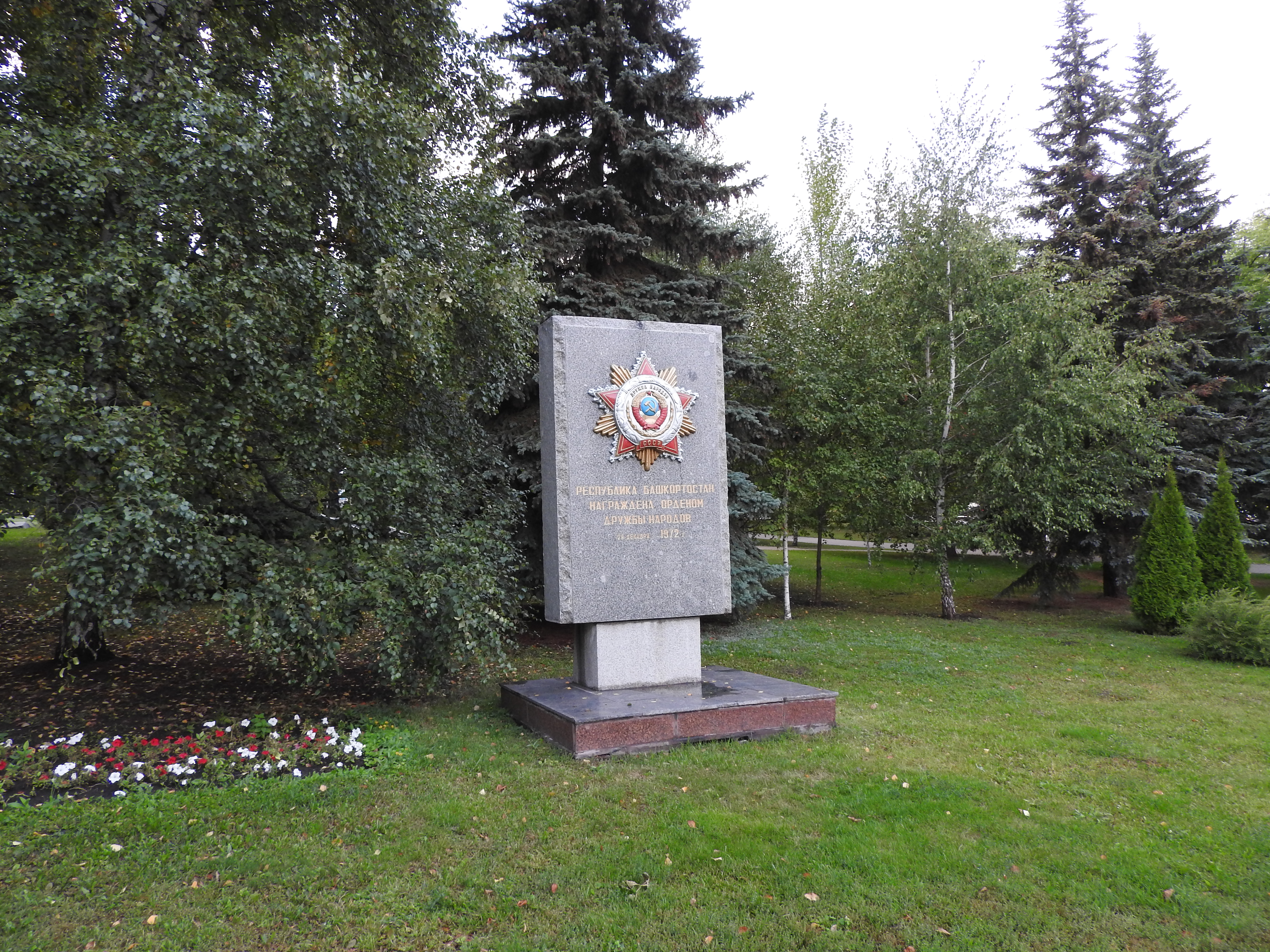
Ordine dell'Amicizia tra i popoli, 29 dicembre 1972.